# Sévignacq-Meyracq
Sévignacq-Meyracq – miejscowość i gmina we Francji, w regionie Nowa Akwitania, w departamencie Pireneje Atlantyckie.
Według danych na rok 1990 gminę zamieszkiwało 437 osób, a gęstość zaludnienia wynosiła 30 osób/km² (wśród 2290 gmin Akwitanii Sévignacq-Meyracq plasuje się na 760. miejscu pod względem liczby ludności, natomiast pod względem powierzchni na miejscu 782.).